# Maurício Saraiva
Maurício Saraiva (Porto Alegre, 12 de junho de 1964) é um jornalista brasileiro. É comentarista esportivo e apresentador da RBS TV do Rio Grande do Sul e da Rádio Gaúcha, além de ser colunista do jornal Zero Hora. Eventualmente participa também dos programas do canal SporTV e das transmissões de futebol da Globo, do SporTV e do Premiere. Já apresentou o programa TVCOM Esportes, e também do Bate-Bola, ambos na TVCOM também e profundo conhecedor do carnaval, onde teve programas de samba nas rádios Cidade e Metrô FM. Começou a carreira como produtor da Rádio Guaíba em 1986. No ano seguinte, foi como repórter para a Rede Bandeirantes, onde permaneceu até 1990 já na condição de comentarista da rádio Bandeirantes. Em abril do mesmo ano, volta para a Rádio Guaíba como repórter especial do jornalismo. Quatro anos depois, retorna à Rede Bandeirantes, onde apresentou o Fórum Bandeirantes - ganhador por dois anos seguidos do Prêmio Sebrae de Jornalismo Econômico - e o matutino O Pulo do Gato. Na tv, faz entradas ao vivo em rede com a equipe de Luciano do Valle nos programas Jogo Aberto e Apito Final. Em 1996, aceita o convite do Grupo RBS para fazer parte da CBN, além de atuar na RBSTV e TVCOM. De repórter esportivo, passa a comentarista da RBSTV em  2003, um ano depois de fazer sua primeira cobertura internacional de Copa do Mundo na Coreia do Sul e no Japão. Cobriu também as Copas de 2006, na Alemanha, de 2010, na África do Sul, de 2014, no Brasil e em 2018, na Rússia. Atualmente, é comentarista da RBSTV e da Rádio Gaúcha, além de colunista de Zero Hora. Faz participações nos programas do Sportv, como Seleção Sportv e Bem, Amigos! e no Globo Esporte/RS.
 e Uruguaiana, pela TVCOM.